# Timmy Failure: Mistakes Were Made
Timmy Failure: Mistakes Were Made es una película de comedia de 2020 basada en la serie de libros del mismo nombre de Stephan Pastis que debutó en Disney+. La película es dirigida por Tom McCarthy, producida por Alexander Dostal, McCarthy y Jim Whitaker a partir de un guion escrito por McCarthy y Pastis y protagonizada por Winslow Fegley, Ophelia Lovibond y Craig Robinson.

## Argumento
En el mundo donde los amigos imaginarios coexisten con los humanos, Timmy Failure es un niño de 11 años que vive en Portland, Oregon con su madre soltera Patty. Timmy dirige Total Failure Inc., su propia agencia de detectives personales, y "resuelve" casos. Gran parte de las aventuras de Timmy giran en torno a él mismo viajando con su compañero imaginario, el oso polar Total (se supone que es el resultado de que su padre abandonó a él ya su madre) por la ciudad en busca de casos y burlando a los "rusos"; en realidad solo hipsters barbudos. Entre su pequeño grupo social se encuentran su mejor amigo, Charles "Rollo" Tookus, un exmiembro de Total Failure Inc., que renunció después de que una misión salió mal, y Molly Moskins, una chica alegre y optimista que está enamorada de Timmy. Timmy considera a su archienemigo una chica llamada Corrina Corrina, que en realidad es muy amigable con él y parece ajena a su animosidad hacia ella, aunque se da a entender que se debe a que él reprimió sus sentimientos por ella.
Mientras recupera un hámster muerto de un compañero de clase, Timmy's Failure-Mobile, un Segway que en realidad pertenece a su madre, es robado justo debajo de él. Cancela sus otros casos y recluta a Rollo, quien cree que la muerte del hámster de su clase y el Segway robado están relacionados con los rusos. En la biblioteca, Timmy se entera de Molly que Corrina es en parte rusa y cree que ella está detrás del robo para desmantelar su agencia. Debido a sus arrebatos y comportamiento inusuales en clase, Timmy comienza a ver al consejero escolar, el Sr. Jenkins, en quien Timmy comienza a confiar lenta pero seguramente con su misión. También se entera de que Patty está saliendo con una sirvienta de taxímetro llamada Crispin que es amigable y distante, pero a quien Timmy no le gusta porque "[no] colabora con la policía".
Timmy se entera de que el padre de Corrina es dueño de un banco y cree que su Segway está ahí. Él y Rollo intentan colarse pero los seguridad los echan. El Sr. Jenkins logra que Timmy haga su tarea como parte de una "misión", pero mientras lo hace, Patty le dice que tienen que mudarse a un apartamento, lo que molesta a Timmy ya que tiene una "gran carga de casos". Durante una excursión a la presa Bonneville, Timmy llega a la falsa conclusión de que Corrina planea cortar el suministro eléctrico a todo Portland. Sin saber que ella todavía está con el grupo, Timmy corre a través de la presa para encontrarla mientras es perseguido por su maestro, el Sr. Crocus. Terminan fuera de la presa justo cuando los operadores abren las compuertas. Timmy intenta proteger a Crocus de la inundación, ya que lo considera un intelectual igual, pero resulta que están muy por encima de las compuertas. Timmy recibe una suspensión de tres días por su comportamiento, y Crocus renuncia a su trabajo y es reemplazado, mientras que Patty le dice a Timmy enojada que la despidieron porque tenía que quedarse en casa con Timmy, y cierra Total Failure Inc. Entristecido por su destino de tener para ser "normal" y mudarse a un apartamento, Timmy deja ir a Total al zoológico.
El Sr. Jenkins habla con Timmy y le recuerda que debe aprender de sus errores para poder ser una mejor persona. Vigorizado después de descubrir un "error ruso" en su galleta, Timmy recluta a Crispin para liberar a Total del zoológico. Mientras conducen de regreso, ven a un ladrón de bolsos y Crispin lo persigue y lo atrapa. Timmy considera ayudarlo, pero decide simplemente llamar a la policía. Después de que un transeúnte les pide a él y a Total que se muevan, reconociendo su presencia, y Timmy posteriormente accidentalmente retrocede su camioneta contra un poste, Patty viene a ver a Timmy en el hospital y se disculpa por su comportamiento. Patty le dice a Timmy que quiere que vuelva a abrir su agencia de detectives. Poco después, Crispin le muestra a Timmy que el Segway fue incautado en la estación de policía todo este tiempo por estar estacionado en una zona de no estacionamiento.convencer a Timmy de que la policía está trabajando con los rusos. Timmy sale a dar un discurso en una recaudación de fondos para animales organizada por Molly y emociona a la multitud con su discurso sobre permitir la entrada de osos polares a la escuela. Como Timmy desea que Crocus pueda estar allí, de repente cree que Crocus fue secuestrado por Corrina y los rusos y parte con Total para "rescatarlo".

## Reparto
- Winslow Fegley como Timmy Failure 
  - Troy Ames como Timmy de 4 años.
- Ofelia Lovibond como Patty Failure, la madre soltera de Timmy
- Wallace Shawn como Frederick Crocus, el maestro de Timmy
- Craig Robinson como el Sr. Jenkins, un consejero escolar que trabaja con Timmy
- Kyle Bornheimer como Crispin, el novio de Patty
- Ai-Chan Carrier como Corrina Corrina, la rival de Timmy
- Chloe Coleman como Molly Moskins, una chica que está enamorada de Timmy
- Kei como Charles "Rollo" Tookus, el mejor amigo de Timmy
- Caitlin Weierhauser como Flo, la bibliotecaria de la escuela
- Ruby Matenko como Maxine Shellenberger, una compañera de clase de Timmy
- A. Brian Daniels como oficial de policía de Portland

## Producción
El 25 de abril de 2017, se informó que el director Tom McCarthy estaba en conversaciones para dirigir una adaptación de la novela Timmy Failure de Stephan Pastis para Walt Disney Pictures. Se esperaba que McCarthy escribiera el guion de la película con Pastis y Jim Whitaker estaba listo para servir como productor. El 8 de febrero de 2018, se anunció que la película se estrenaría en Disney+, el servicio de transmisión de Disney que se lanzó a finales de 2019.
El 9 de junio de 2017, se informó inicialmente que la película pasaría por la preproducción del 26 de junio al 15 de septiembre de 2017 con sesenta días de rodaje en Louisiana. La película tuvo un presupuesto de $42 millones, de los cuales $32 millones se gastaron en el estado. Eso incluyó un estimado de $10 millones en la nómina de Louisiana.
La filmación tuvo lugar durante la semana del 27 de junio de 2018, en Surrey, Columbia Británica, Canadá, donde se construyó un set que parecía un cruce fronterizo entre los Estados Unidos y Canadá- La producción continuó en Surrey el 5 de julio de 2018, en el recinto ferial local de Cloverdale, donde se filmó una escena en la que un vehículo viaja a través de una casa. La fotografía principal y la filmación adicional se llevaron a cabo del 27 de julio al 8 de septiembre de 2018 en Portland, Oregon.
El 31 de julio de 2018, se anunció que Ophelia Lovibond había sido elegida para el papel de Patty Failure. El 24 de enero de 2019, se informó que Craig Robinson se había sido unido para la película.

## Estreno
Timmy Failure: Mistakes Were Come tuvo su estreno mundial en el Festival de Cine de Sundance el 25 de enero de 2020 y fue estrenada en Disney+ el 7 de febrero de 2020.